# Syllepte nyanzana
Syllepte nyanzana is een vlinder uit de familie van de grasmotten (Crambidae). De wetenschappelijke naam van deze soort is voor het eerst voorgesteld door Karl Grünberg in een publicatie uit 1910. De spanwijdte bedraagt 26 millimeter.
De soort komt voor op de Ssese-eilanden in Oeganda .